# La Herrera
La Herrera é um município da Espanha na província de Albacete, comunidade autónoma de Castilla-La Mancha, de área 63,4 km² com população de 351 habitantes (2006) e densidade populacional de 5,62 hab/km².

## Demografia
| Variação demográfica do município entre 1991 e 2004 | Variação demográfica do município entre 1991 e 2004 | Variação demográfica do município entre 1991 e 2004 | Variação demográfica do município entre 1991 e 2004 |
| --------------------------------------------------- | --------------------------------------------------- | --------------------------------------------------- | --------------------------------------------------- |
| 1991                                                | 1996                                                | 2001                                                | 2004                                                |
| 443                                                 | 422                                                 | 380                                                 | 355                                                 |